# Adam Rębacz
Adam Rębacz (ur. 13 kwietnia 1946 w Janowicach, zm. 4 lutego 2016 w Żaganiu) – generał dywizji Wojska Polskiego.

## Życiorys
W latach 1964–1967 był podchorążym Oficerskiej Szkoły Wojsk Pancernych w Poznaniu. W latach 1967–1975 był dowódcą plutonu i kompanii czołgów, a następnie pomocnikiem szefa sztabu ds. operacyjnych w 27 Pułku Czołgów Średnich w Gubinie. W latach 1975–1978 był słuchaczem Akademii Sztabu Generalnego w Rembertowie.
W 1978 został wykładowcą taktyki w Katedrze Taktyki Ogólnej Akademii Sztabu Generalnego w Warszawie. W 1980 objął stanowisko starszego oficera operacyjnego w Sztabie Śląskiego Okręgu Wojskowego we Wrocławiu. Następnie pełnił funkcję szefa sztabu 73 Pułku Czołgów Średnich w Gubinie. W latach 1981–1984 dowodził 23 Pułkiem Czołgów Średnich w Słubicach. Następnie został wyznaczony na stanowisko szefa sztabu 11 Drezdeńskiej Dywizji Pancernej w Żaganiu. W 1987 został dowódcą tej dywizji. W latach 1987–1989 był słuchaczem Akademii Sztabu Generalnego Sił Zbrojnych ZSRR w Moskwie. Po ukończeniu studiów powrócił na stanowisko dowódcy 11 DPanc.
W listopadzie 1991 otrzymał stopień generała brygady. W 1992 pełnił obowiązki szefa Departamentu Wychowania WP. W 1993 został zastępcą dyrektora, a w 1996 dyrektorem Departamentu Kontroli MON. W tym samym roku został mianowany na stopień generała dywizji. W latach 1997–1998 sprawował funkcję dowódcy Warszawskiego Okręgu Wojskowego, a w latach 1998–2001 dowódcy Śląskiego Okręgu Wojskowego. W kwietniu 2001 roku został pełnomocnikiem dowódcy Wojsk Lądowych do spraw przekazania mienia wojskowego. 28 lutego 2002 został przeniesiony w stan spoczynku. Mieszkał w Żaganiu. W latach 2005–2010 pełnił funkcję Prezesa Zarządu Głównego Związku Byłych Żołnierzy Zawodowych i Oficerów Rezerwy Wojska Polskiego, a od maja 2010 do września 2013 prezes Związku Żołnierzy Wojska Polskiego.
Zmarł 4 lutego 2016 roku w Żaganiu. Pochowany został 10 lutego na Cmentarzu Komunalnym w Żaganiu.

## Ordery i odznaczenia
- Krzyż Oficerski Orderu Odrodzenia Polski (1996)[3]
- Krzyż Kawalerski Orderu Odrodzenia Polski
- Złoty Medal „Siły Zbrojne w Służbie Ojczyzny”
- Srebrny Medal „Siły Zbrojne w Służbie Ojczyzny”
- Brązowy Medal „Siły Zbrojne w Służbie Ojczyzny”
- Złoty Medal „Za Zasługi dla Obronności Kraju”
- Srebrny Medal „Za Zasługi dla Obronności Kraju”
- Brązowy Medal „Za Zasługi dla Obronności Kraju”